# Heinrich Koenen
Heinrich Koenen (* 12. Mai 1910 in Königsberg; † Februar 1945 im KZ Sachsenhausen) war ein deutscher Ingenieur, antifaschistischer Widerstandskämpfer und Agent des sowjetischen Militärnachrichtendienstes GRU.

## Leben
Heinrich Koenen wuchs in Berlin-Moabit auf und wurde dort zum politischen Leiter des Kommunistischen Jugendverbands Deutschlands (KJVD) gewählt. Er spielte in der Eishockeymannschaft des Arbeitersportvereins „Fichte“. Er studierte an der Technischen Hochschule Berlin Ingenieurswesen, wurde aber 1933 kurz vor seiner Diplomprüfung aus politischen Gründen relegiert und emigrierte wegen seiner besonderen Gefährdung als Sohn des KPD-Reichstagsabgeordneten Wilhelm Koenen über Dänemark und Schweden in die Sowjetunion. Dort arbeitete er als Ingenieur in einem Moskauer Traktorenwerk und wurde 1940 sowjetischer Staatsbürger.
Nach dem Angriff Deutschlands auf die Sowjetunion 1941 meldete er sich freiwillig zum Militärdienst. Er wurde für einen Einsatz in Deutschland als Fallschirmspringer und Funker ausgebildet. Er erhielt den Auftrag, die unterbrochene Verbindung der Moskauer Zentrale der Komintern und der GRU, also des militärischen Nachrichtendienstes der Sowjetunion, mit den Berliner Gruppen der Roten Kapelle wiederherzustellen. Am 23. Oktober 1942 sprang Koenen hinter den deutschen Linien bei Osterode in Ostpreußen mit einem Fallschirm ab und gelangte nach Berlin. Am 29. Oktober 1942 wurde Heinrich Koenen in der Wohnung von Ilse Stöbe, mit der er Kontakt aufnehmen sollte, im Berliner Westend verhaftet. Dort wartete eine Gestapo-Beamtin auf Besucher der vorher verhafteten Stöbe.
Koenen wurde ohne Prozess im Februar 1945 im KZ Sachsenhausen ermordet.

## Ehrungen
Der Name Heinrich Koenen wurde auf einem Porphyr-Gedenkstein auf der rechten Seite der Ringmauer der Gedenkstätte der Sozialisten eingetragen.